# Słowacja na Mistrzostwach Świata w Lekkoatletyce 2022
Słowacja na Mistrzostwach Świata w Lekkoatletyce 2022 – reprezentacja Słowacji podczas mistrzostw świata w Eugene liczyła 5 zawodników, którzy nie zdobyli żadnego medalu.

## Skład reprezentacji

### Mężczyźni
| Zawodnik         | Konkurencja   | Finał   | Finał   | Źródło |
| Zawodnik         | Konkurencja   | Wynik   | Pozycja | Źródło |
| ---------------- | ------------- | ------- | ------- | ------ |
| Dominik Černý    | chód na 20 km | 1:29:41 | 37.     | [ 1 ]  |
| Miroslav Úradník | chód na 20 km | 1:25:40 | 26.     | [ 1 ]  |
| Dominik Černý    | chód na 35 km | 2:35:39 | 31.     | [ 2 ]  |
| Miroslav Úradník | chód na 35 km | 2:31:16 | 21.     | [ 2 ]  |

### Kobiety
| Zawodniczka     | Konkurencja                | Eliminacje | Eliminacje | Półfinał | Półfinał | Finał   | Finał   | Źródło |
| Zawodniczka     | Konkurencja                | Wynik      | Pozycja    | Wynik    | Pozycja  | Wynik   | Pozycja | Źródło |
| --------------- | -------------------------- | ---------- | ---------- | -------- | -------- | ------- | ------- | ------ |
| Daniela Ledecká | bieg na 400 m przez płotki | DNF        | DNF        | NQ       | NQ       | NQ      | NQ      | [ 3 ]  |
| Hana Burzalová  | chód na 35 km              | —          | —          | —        | —        | 2:59:32 | 23.     | [ 4 ]  |
| Ema Hačundová   | chód na 35 km              | —          | —          | —        | —        | 3:07:02 | 32.     | [ 4 ]  |